# Rønnaug Alten
Rønnaug Alten, född 9 februari 1910 i Tromsø, död 20 januari 2001, var en norsk skådespelare och regissör. Hon arbetade huvudsakligen inom teatern.

## Biografi

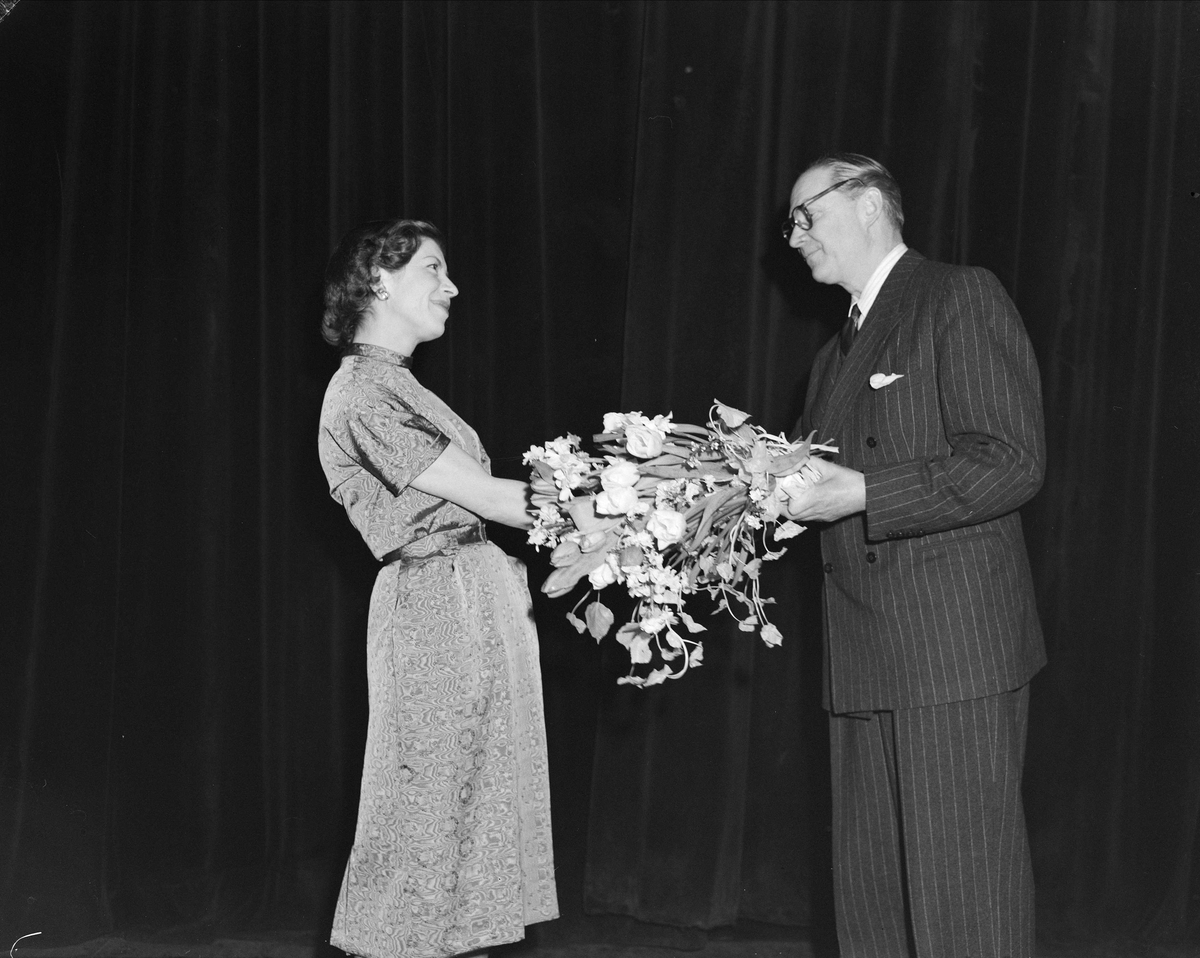
Rønnaug Alten mottar blommor under premiären på Kranes konditori den 15 februari 1951. Foto: Leif Ørnelund, Oslo Museum

Alten debuterade 1930 på Den Nationale Scene i rollen som Viola i Helligtrekongersaften, där hon spelade mot sin blivande äkta man Georg Løkkeberg. Åren 1931 var hon engagerad vid  Det Nye Teater, 1935 vid Nationaltheatret, 1945–1948 vid Trøndelag Teater och 1949–1951 samt igen från 1975 vid Riksteatret. Hon var även verksam vid Folkteatret. Åren 1972–1974 var hon en av centralfigurerna vid etableringen av Teatret Vårt i Molde. Bland hennes större roller märks titelrollerna i Anne Pedersdotter samt Henrik Ibsen-styckena Hedda Gabler och Rosmersholm.
Vid sidan av teatern gjorde Alten tolv film- och TV-roller. Hon debuterade 1936 i Olav Dalgards Vi bygger landet. Under 1930-, 1940- och 1950-talen medverkade hon endast sporadiskt i filmer, bland annat i huvudrollen i Kranes konditori. På 1960-talet var hon desto mer aktiv och medverkade i Strandhugg (1961), TV-filmen Kranes konditori (1963), Klokker i måneskinn (1964), Vaktpostene (1965) och TV-serien Taxi (1969). År 1977 medverkade hon i TV-filmen Kattlek och 1981 i långfilmen Liten Ida, vilken blev hennes sista filmroll. För denna belönades hon 1982 med en Guldbagge i kategorin "Bästa kvinnliga huvudroll".
Som regissör har hon medverkat i uppsättningar av Nederlaget, Eurydike och Samuel Beckett. År 1965 regisserade hon TV-dokumentären Det angår ikke oss tillsammans med Merete Skavlan.

## Familj
Alten var dotter till høyesterettdomare Edvin Alten (1876–1967) och Ragna Aass (1880–1975) och syster till Berit Alten. Hon var gift med skådespelaren Georg Løkkeberg och fick med honom barnen Pål Løkkeberg och Cecilie Løkkeberg.

## Filmografi
- 1936 – Vi bygger landet
- 1937 – By og land hand i hand
- 1941 – Den kärleken, den kärleken!
- 1951 – Kranes konditori
- 1955 – Hjem går vi ikke
- 1961 – Strandhugg
- 1963 – Kranes konditori (TV-film)
- 1964 – Klokker i måneskinn
- 1965 – Vaktpostene
- 1969 – Taxi (TV-serie)
- 1977 – Kattlek (TV-film)
- 1981 – Liten Ida

## Priser och utmärkelser
- 1958 – Kritikerprisene
- 1982 – Guldbagge för "Bästa kvinnliga huvudroll" i Liten Ida